# 貝塔塔金奧弗洛克 (亞利桑那州)
貝塔塔金奧弗洛克（英語：Betatakin Overlook）是位於美國亞利桑那州納瓦霍縣的一個非建制地區。該地的面積和人口皆未知。

## 地理
貝塔塔金奧弗洛克的座標為36°40′54″N 110°31′53″W / 36.68167°N 110.53139°W，而該地的平均海拔高度為2112米（即6929英尺）。